# Porte de Brandebourg (Kaliningrad)
Pour les articles homonymes, voir Porte de Brandebourg (homonymie).
La porte de Brandebourg (en russe : Бранденбургские ворота, Brandenburgskie vorota ; en allemand : Brandenburger Tor) est un monument historique situé à Kaliningrad, l'ancienne Königsberg, en Russie. Elle se trouve en bordure sud-ouest du centre-ville, près de la gare de Kaliningrad-Passajirski.
Contrairement à la porte de Brandebourg à Berlin, elle tire son nom du lieu voisin de Brandenburg avec son château sur la lagune de la Vistule, aujourd'hui appelé Ouchakovo.

## Histoire

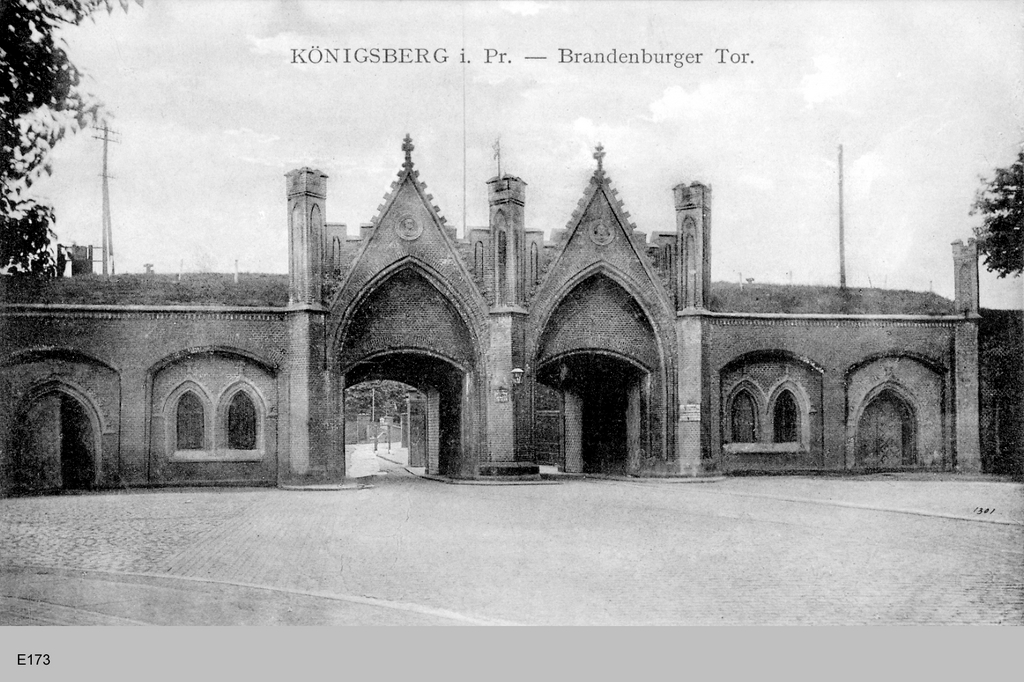
La porte vers 1914.

La porte faisait partie des nouvelles fortifications de Königsberg dont la construction commença en 1843 sous le règne du roi Frédéric-Guillaume IV. La façade de la porte a été realisee à partir de 1860 dans le style néogothique (Tudor) d'apres un plan de l'architecte Friedrich August Stüler. Les deux hauts pignons présentent des reliefs du généraux Hermann von Boyen et Ernst Ludwig von Aster.
Le bâtiment a fait l'objet d'intenses combats lors de la bataille de Königsberg en avril 1945. Il a été placé sous la protection des monuments en 1960. 